# Karavádos (Héraklion)
Karavádos, en grec moderne : Καραβάδος, est un village du dème de Minóa Pediáda, en Crète, en Grèce. Selon le recensement de 2001, la population de Karavádos compte 301 habitants. Il est situé à une altitude de 280 m et à 49,1 km de Héraklion.